# Natreen
Natreen (Eigenschreibung natreen in Kleinbuchstaben) ist eine Marke für Süßstoff des Unternehmens JDE Peet’s (ehemals von Sara Lee). Als Dachmarke für kalorienreduzierte Lebensmittel umfasst das Produktsortiment von Natreen rund 60 Artikel.

## Geschichte
1963 kam Natreen unter dem Namen „Natrena Diätsüße“ auf den Markt und war nur in Apotheken erhältlich. Ein Jahr später erfolgte die Umbenennung in „Natreen Diätsüße“. Im Lebensmitteleinzelhandel ist Natreen seit 1969 erhältlich. Seit 1976 wurde die Marke Natreen in Zusammenarbeit mit Lizenzpartnern um weitere Produkte, die Süßstoffe enthalten, erweitert. In den 1980er Jahren wurde die Marke durch Fernsehwerbung mit dem Slogan „Natreen macht das süße Leben leichter“ angepriesen.
Im Jahr 1996 kaufte die Bayer AG die Marke Natreen. 1999 erfolgte eine Veränderung der Rezeptur bei den Natreen-Süßstofftabletten „Feine Süße“. Die neue Rezeptur besteht seitdem aus den künstlichen Süßstoffen Cyclamat und Saccharin sowie dem natürlichen Süßstoff Thaumatin. Angaben zur Menge der in Natreen enthaltenen Süßstoffe werden nicht gemacht, obwohl Verbraucherschützer dies fordern.
Bei der Aufspaltung der Sara Lee Corporation im Jahr 2012 kam Natreen zu Douwe Egberts.

## Produkte
Das Natreen-Sortiment umfasst den klassischen Süßstoff „Natreen Feine Süße“ als kleine Tabletten, in flüssiger und in streufähiger Variante. Zum Süßen von Kaffeegetränken gibt es „Natreen Café Gourmet“. Neben dem Süßstoff werden Konfitüren, Obst im Glas und Kompotte, Fruchtnektare und Eistee, sprühfertige Sahne, Joghurtschnitten, Instant-Heißgetränke und Desserts als Lizenzprodukte verkauft.